# Janvier 1759
Cette page présente les événements historiques se déroulant entre le 1er et le 31 janvier 1759.

## Événements
- 6 janvier : George Washington  épouse Martha Dandridge Custis[1].
- 16 janvier : les Britanniques attaquent la Martinique et sont repoussés[2].